# Giulianova Calcio 1998-1999
Questa pagina raccoglie le informazioni riguardanti il Giulianova Calcio nelle competizioni ufficiali della stagione 1998-1999.

## Rosa
| N. |                   | Ruolo | Calciatore            |
| -- | ----------------- | ----- | --------------------- |
|    | Italia (bandiera) | C     | Donato Amato          |
|    | Italia (bandiera) | C     | Umberto Calcagno      |
|    | Italia (bandiera) | A     | Gaetano Calvaresi     |
|    | Italia (bandiera) | D     | Roberto Carannante    |
|    | Italia (bandiera) | D     | Fabio De Sanzo        |
|    | Italia (bandiera) | C     | Giovanni Delle Vedove |
|    | Italia (bandiera) | C     | Gennaro Delvecchio    |
|    | Italia (bandiera) | A     | Aldo Di Corcia        |
|    | Italia (bandiera) | P     | Lorenzo Di Leo        |
|    | Italia (bandiera) | C     | Luca Evangelisti      |
|    | Italia (bandiera) | C     | Stefano Favata        |
|    | Italia (bandiera) | C     | Fabrizio Ferrigno     |

| N. |                   | Ruolo | Calciatore             |
| -- | ----------------- | ----- | ---------------------- |
|    | Italia (bandiera) | C     | Francesco Mazzocchetti |
|    | Italia (bandiera) | D     | Fabio Giannella        |
|    | Italia (bandiera) | A     | Giuseppe Giglio        |
|    | Italia (bandiera) | P     | Stefano Grilli         |
|    | Italia (bandiera) | C     | Marco Lo Pinto         |
|    | Italia (bandiera) | A     | Luigi Molino           |
|    | Italia (bandiera) | D     | Vincenzo Moretti       |
|    | Italia (bandiera) | D     | Salvo Parisi           |
|    | Italia (bandiera) | D     | Ivano Pastore          |
|    | Italia (bandiera) | D     | Maurizio Peccarisi     |
|    | Italia (bandiera) | C     | Alessio Pieroni        |
|    | Italia (bandiera) | A     | Gianni Testa           |

## Risultati

### Campionato

#### Girone di andata
| 6 settembre 1998 1ª giornata | Giulianova | 0 – 0 | Juve Stabia |  |

| 13 settembre 1998 2ª giornata | Castel di Sangro | 0 – 0 | Giulianova |  |

| 20 settembre 1998 3ª giornata | Giulianova | 0 – 0 | Nocerina |  |

| 27 settembre 1998 4ª giornata | Crotone | 1 – 2 | Giulianova |  |

| 4 ottobre 1998 5ª giornata | Giulianova | 1 – 2 | Fermana |  |

| 11 ottobre 1998 6ª giornata | Avellino | 0 – 0 | Giulianova |  |

| 18 ottobre 1998 7ª giornata | Giulianova | 1 – 0 | Gualdo |  |

| 25 ottobre 1998 8ª giornata | Giulianova | 3 – 0 | Marsala |  |

| 8 novembre 1998 9ª giornata | Foggia | 2 – 1 | Giulianova |  |

| 15 novembre 1998 10ª giornata | Giulianova | 2 – 0 | Acireale |  |

| 22 novembre 1998 11ª giornata | Ancona | 0 – 0 | Giulianova |  |

| 29 novembre 1998 12ª giornata | Atletico Catania | 1 – 0 | Giulianova |  |

| 6 dicembre 1998 13ª giornata | Giulianova | 2 – 2 | Savoia |  |

| 13 dicembre 1998 14ª giornata | Battipagliese | 2 – 1 | Giulianova |  |

| 20 dicembre 1998 15ª giornata | Giulianova | 1 – 0 | Lodigiani |  |

| 23 dicembre 1998 16ª giornata | Palermo | 1 – 0 | Giulianova |  |

| 6 gennaio 1999 17ª giornata | Giulianova | 1 – 0 | Ascoli |  |

#### Girone di ritorno
| 10 gennaio 1999 18ª giornata | Juve Stabia | 1 – 0 | Giulianova |  |

| 17 gennaio 1999 19ª giornata | Giulianova | 1 – 1 | Castel di Sangro |  |

| 24 gennaio 1999 20ª giornata | Nocerina | 0 – 2 | Giulianova |  |

| 31 gennaio 1999 21ª giornata | Giulianova | 2 – 0 | Crotone |  |

| 14 febbraio 1999 22ª giornata | Fermana | 2 – 1 | Giulianova |  |

| 21 febbraio 1999 23ª giornata | Giulianova | 0 – 0 | Avellino |  |

| 28 febbraio 1999 24ª giornata | Gualdo | 3 – 1 | Giulianova |  |

| 8 marzo 1999 25ª giornata | Marsala | 2 – 0 | Giulianova |  |

| 21 marzo 1999 26ª giornata | Giulianova | 1 – 0 | Foggia |  |

| 28 marzo 1999 27ª giornata | Acireale | 2 – 0 | Giulianova |  |

| 3 aprile 1999 28ª giornata | Giulianova | 1 – 1 | Ancona |  |

| 11 aprile 1999 29ª giornata | Giulianova | 1 – 0 | Atletico Catania |  |

| 18 aprile 1999 30ª giornata | Savoia | 1 – 0 | Giulianova |  |

| 25 aprile 1999 31ª giornata | Giulianova | 1 – 0 | Battipagliese |  |

| 2 maggio 1999 32ª giornata | Lodigiani | 1 – 2 | Giulianova |  |

| 9 maggio 1999 33ª giornata | Giulianova | 3 – 2 | Palermo |  |

| 16 maggio 1999 34ª giornata | Ascoli | 0 – 2 | Giulianova |  |

### Play-off

#### Semifinali
| 30 maggio 1999 Andata | Giulianova | 3 – 2 | Juve Stabia |  |

| 6 giugno 1999 Ritorno | Juve Stabia | 2 – 0 | Giulianova |  |

### Coppa Italia Serie C

#### Fase eliminatoria a gironi
| 23 agosto 1998 1ª giornata - Girone L | Giulianova | 0 – 2 | Teramo |  |

| 26 agosto 1998 2ª giornata - Girone L | Ascoli | 3 – 1 | Giulianova |  |

| 30 agosto 1998 3ª giornata - Girone L | Giulianova | 1 – 1 | Maceratese |  |

| 9 settembre 1998 4ª giornata - Girone L | Fermana | 1 – 0 | Giulianova |  |